# Central nuclear de Vandellós
La central nuclear de Vandellós es una central nuclear española situada en el término municipal de Vandellós y L'Hospitalet de l'Infant, Tarragona. Inicialmente constaba de dos grupos: Vandellós I y Vandellós II, de los cuales el primero fue clausurado en 1989 tras sufrir un accidente y se encuentra en proceso de desmantelamiento.
A finales de los años 1970 se proyectó la construcción de un tercer reactor, Vandellós III, participado por Enher (58 %), HECSA (30 %), FECSA (8 %) y EDF (4 %), pero finalmente el proyecto se desestimó por la moratoria nuclear decretada en 1984.
Al igual que la central nuclear de Ascó, Vandellós está gestionada por la Asociación Nuclear Ascó-Vandellós, que está participada por Endesa e Iberdrola.

## Vandellós I

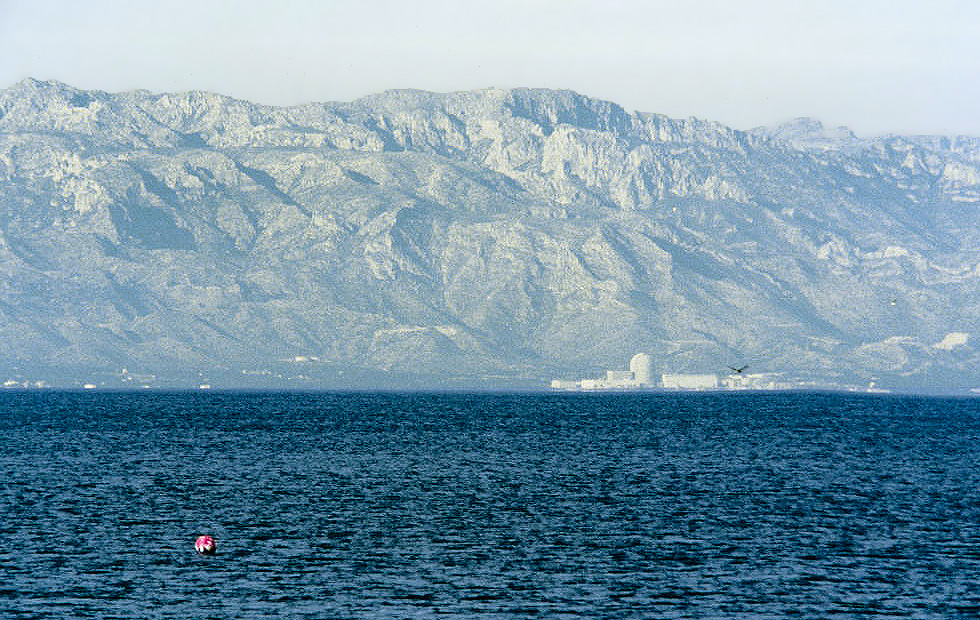
Central nuclear de Vandellós vista desde el Delta del Ebro, año 1987

Vandellós I aportaba 480 MW de potencia, conectados a la red eléctrica el 6 de marzo de 1972. Constaba de un reactor de tipo GCR (grafito-uranio natural) y refrigerada por gas, el único de este tipo construido en España. Era propiedad de la compañía Hispano-Francesa de Energía Nuclear, S. A. (HIFRENSA), un consorcio creado por EDF (25 %), FECSA (23 %), Enher (23 %), HECSA (23 %) y Fuerzas del Segre (6 %). Durante sus 17 años de actividad generó un total de 55 647 GWh.

### Incidente y desmantelamiento

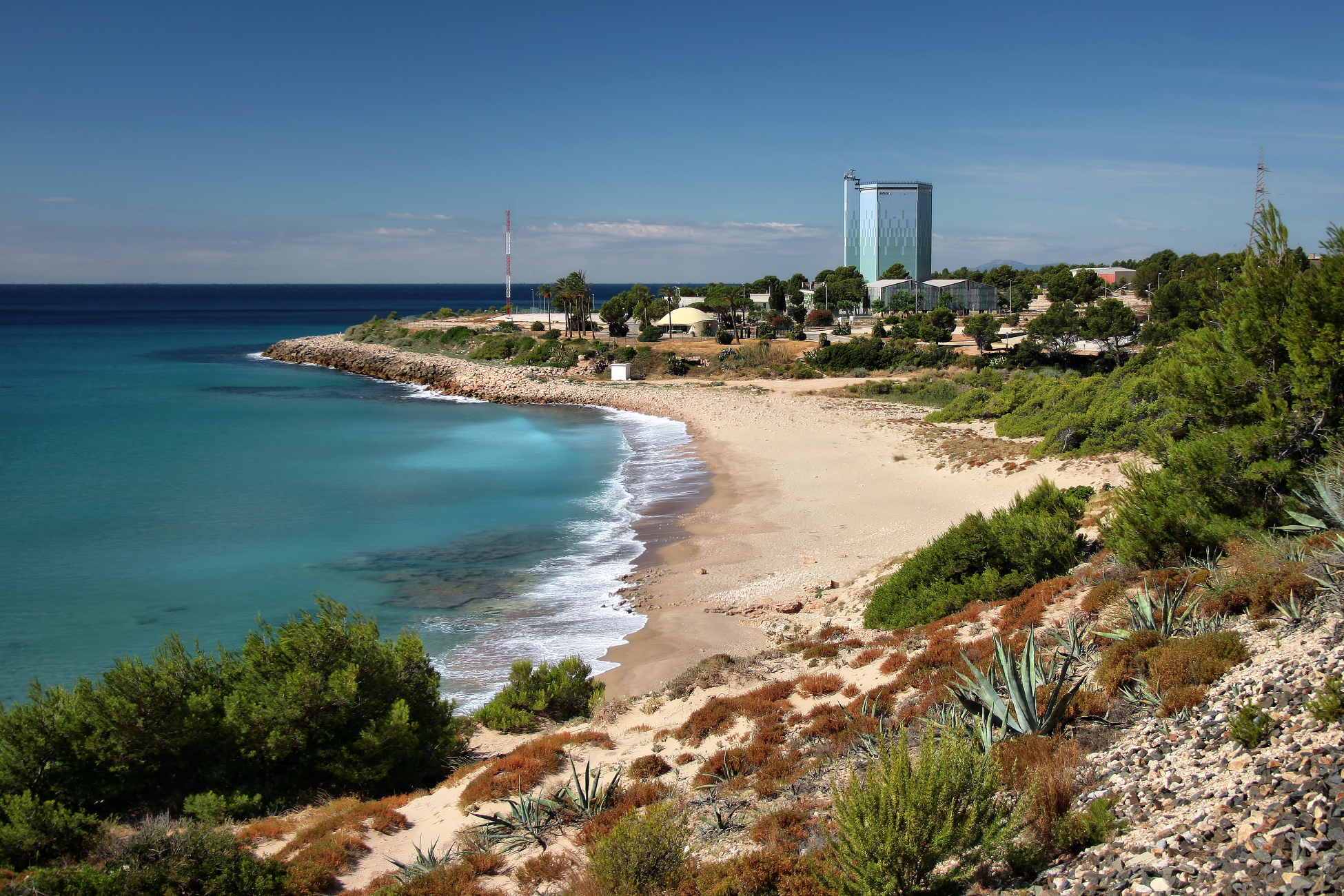
Vandellós I. En la imagen puede verse el cajón que aísla los restos de la central nuclear de Vandellós I del exterior tras su incidente y desmantelamiento. El color azul del cajón es para integrarlo mejor en el entorno. Imagen del año 2013

El 19 de octubre de 1989 se declaró un incendio en la zona de turbinas, calificado a posteriori como incidente de nivel 3 en la escala INES («incidente importante»), es decir, no provocó emisión de radioactividad al exterior. El elevado coste de las medidas exigidas por el organismo regulador español (CSN) para corregir las irregularidades detectadas hizo que la empresa explotadora decidiera su cierre definitivo.
En la actualidad la central se encuentra parcialmente desmantelada, encontrándose en la denominada fase 2. Durante la primera fase (1991-1997), se realizó la descarga del reactor y la evacuación de combustible gastado, el acondicionamiento de los residuos de operación y la extracción y preacondicionamiento de los residuos depositados en los silos de grafito. Además, se realizaron algunos desmontajes convencionales como los de los depósitos de CO2 y los grupos turboalternadores principales.
La segunda fase se desarrolla ya únicamente bajo la autoridad de Enresa, que ha pasado a ser la propietaria de las instalaciones. En esta segunda fase, se desmantelaron todas las estructuras, sistemas y componentes excepto el cajón del reactor, liberando la mayor parte del
emplazamiento y manteniendo el resto como zona reglamentada, con el cajón del reactor confinado y cubierto por una estructura de protección de intemperie de nueva construcción. El cajón del reactor, que es ahora la única estructura que queda en pie, y que incluye el reactor, ya descargado, junto a sus estructuras internas y sistemas de control fueron preparados para pasar a un estado de espera y decaimiento denominado fase de latencia. Este proceso durará 25 años. La fase de latencia comenzó en 2003, por lo que en 2028 se procederá al ejecutar el nivel 3, que consiste en el desmantelamiento del cajón del reactor para liberar totalmente el emplazamiento. Durante el periodo de latencia el cajón permanecerá encerrado en un revestimiento, realizado en acero galvanizado, que queda separado 1,5 metros del cajón, arranca en la cota +16 y se eleva 6 metros por encima de la losa del cajón, en la cota +63, en donde se ha colocado una cubierta. El peso de esta estructura es de 350 toneladas y está diseñada para aguantar rachas de vientos a más de 200 km/h y precipitaciones de 140 l/m².

## Vandellós II

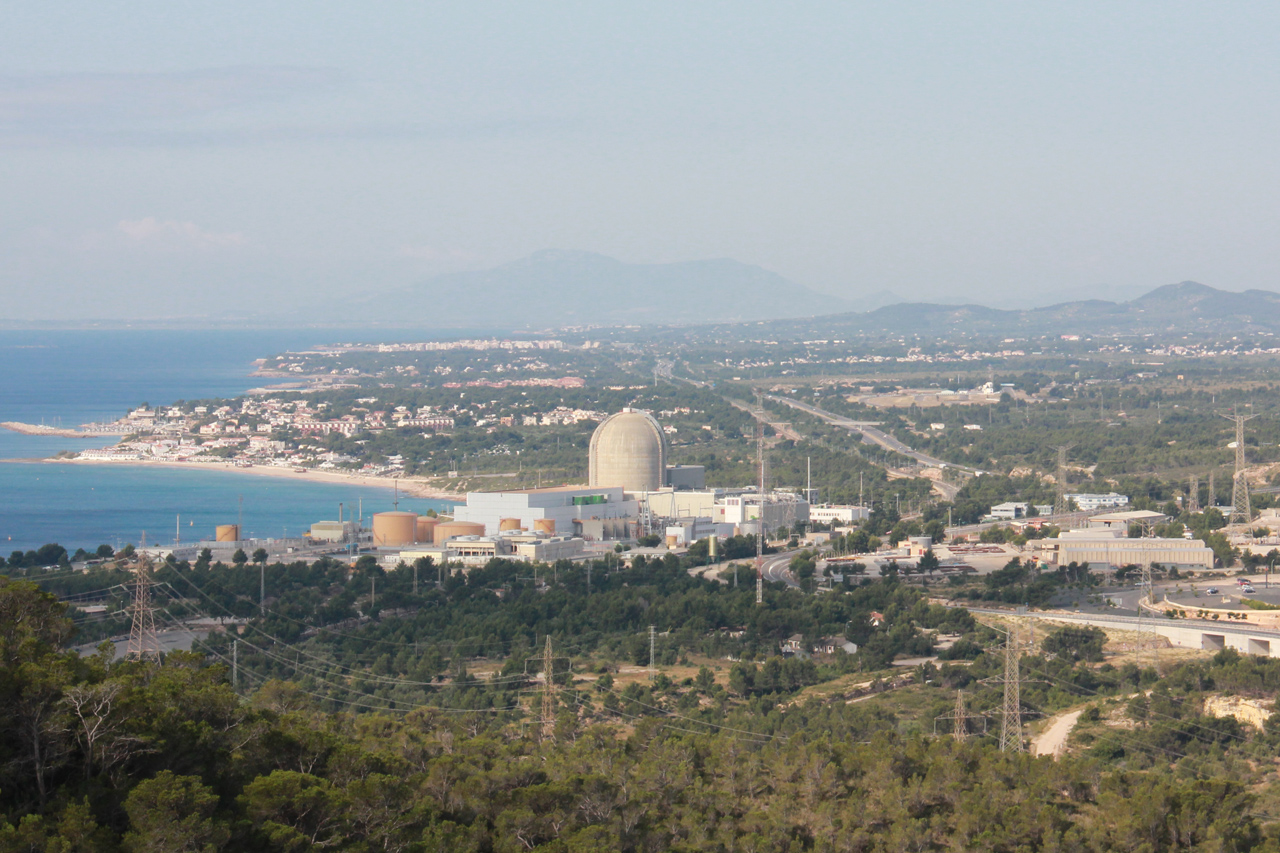
Vandellós II, 2013

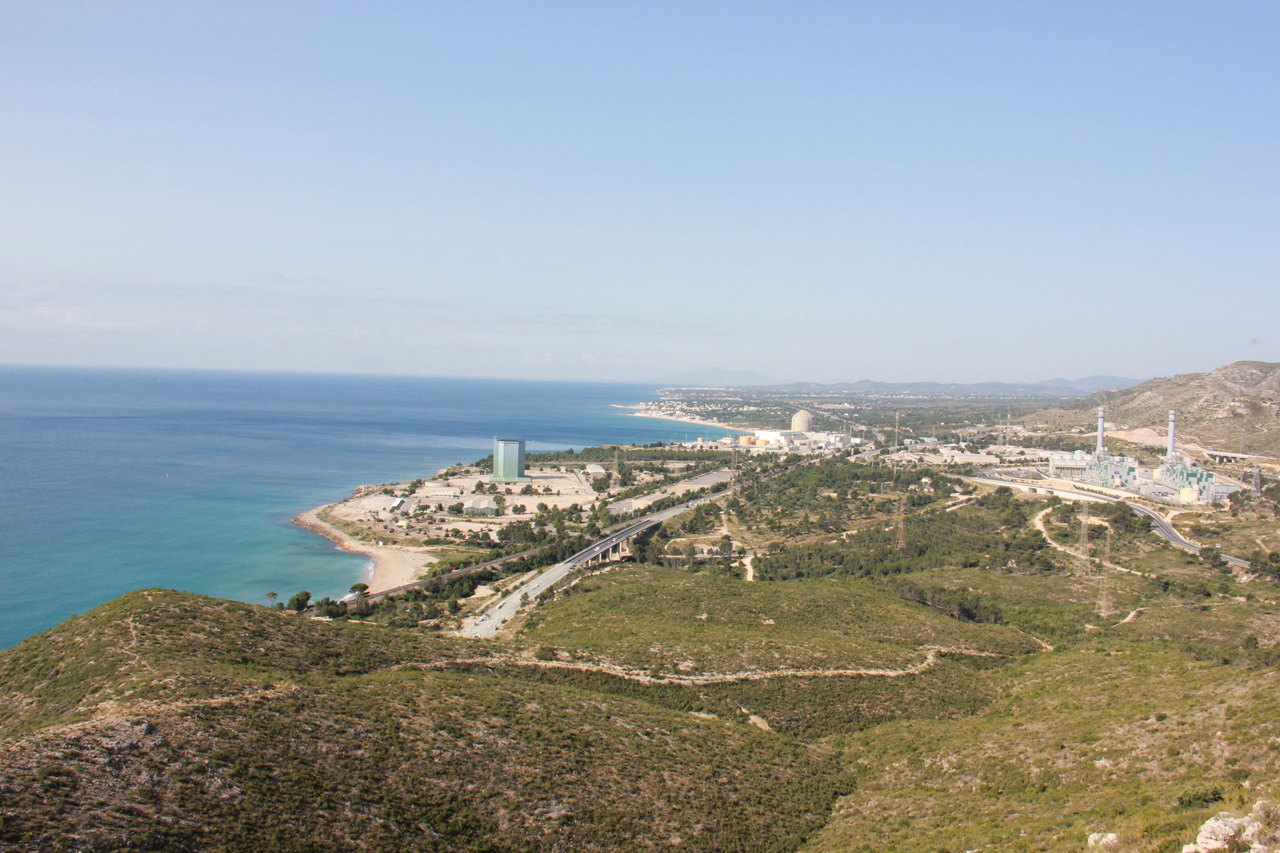
Vista de los reactores nucleares Vandellós I (izquierda) y Vandellós II (derecha). Imagen de 2013

Comenzada a construir en 1981 por la constructora Copisa, alcanzó su operatividad comercial en 1988. Es una central del tipo PWR (reactor de agua ligera presurizada). Potencia térmica 2912 MWt, potencia eléctrica 1087 MWe. Inicialmente se repartían la propiedad entre Enher (54 %), HECSA (28 %), Fuerzas del Segre (10 %) y FECSA (5 %). En 1988 Hidrola adquirió la participación de HECSA; por otra parte, FECSA absorbió a Fuerzas del Segre y, posteriormente, fue absorbida por Endesa, junto a Enher. Tras estos cambios, actualmente la propiedad es compartida, siendo un 72 % de Endesa y un 28 % de Iberdrola.

### Incidentes
El 1 de junio de 2007 los problemas de corrosión detectados (agosto de 2004) en el sistema de refrigeración de Vandellós II fueron clasificados como incidente de nivel 2 en la escala INES. Por ello en agosto de 2006 la central fue sancionada con 1,6 millones de euros. A raíz del incidente Endesa e Iberdrola, propietarias de la instalación, iniciaron las obras de un sistema alternativo de refrigeración, con agua dulce.
El 24 de agosto de 2008 se produjo un incendio (que duró menos de 2 horas) en el edificio de turbinas debido a un fallo en el interruptor de generación del turboalternador a las 8:49, que produjo la parada automática del reactor y por tanto su desconexión de la red.
El incidente no tuvo ninguna consecuencia radiológica y los sistemas de seguridad actuaron correctamente según su diseño, por lo que el suceso se categoriza como nivel 0 en la escala INES. Debido a que el incendio duró más de 10 minutos se activó la prealerta de emergencia del Plan de Emergencia Interior (PEI) activándose por lo tanto el Plan de Emergencia Nuclear de Tarragona (PENTA) en situación 0.
El 2 de marzo de 2018 se inició una parada no programada del reactor para acceder al recinto de contención y localizar el origen de un goteo de agua en la zona del lazo A del sistema de refrigeración del reactor. Esta medida ha sido tomada para descartar que corresponda con una fuga en la barrera de presión (conjunto de todos los componentes sometidos a la presión del reactor y que forman parte de su sistema de refrigeración o que están conectados a él).